# Zhao Chengliang
Zhao Chengliang, né le 1er juin 1984 à Qujing dans la province du Yunnan, est un athlète chinois, spécialiste de la marche.
Sur 50 km, son meilleur temps est de 3 h 26 min 13 s en 2005.